# J. C. Mardrus
Joseph Charles Mardrus (El Cairo, Egipto, 1868 - París, Francia, 1949) fue un médico, poeta y traductor francés. Fue además un eminente orientalista. Es conocido por su traducción de Las mil y una noches del árabe inicial al francés, que se publicó de 1898 a 1904. Su par en castellano fue traducido por Vicente Blasco Ibáñez.
Mardrus nació en El Cairo en el seno de una familia católica de origen armenio, y estudió en el Líbano antes de establecerce en París, Francia. Contrajo matrimonio con la poetisa y novelista Lucie Delarue-Mardrus el 5 de junio de 1900. Se divorciaron más tarde, alrededor de 1915.[cita requerida]
Mardrus fue un gran viajero, recorriendo los mares en busca de las leyendas de su Oriente natal. Como médico, trabajó para el gobierno francés, siendo enviado a Marruecos y al Lejano Oriente. Ha producido otras traducciones, algunas ilustradas por el grabador suizo François-Louis Schmied (1873-1941).[cita requerida]

## Obras
- Le Livre des mille nuits et une nuit. 16 volúmenes. Ed. de la Revue blanche puis Fasquelle. 1899-1903. (El libro de las mil y una noches)
  - Le Livre des mille nuits et une nuit, traducción literal y completa del texto en árabe por el Dr J.-C. Mardrus, ilustraciones de Léon Carré, decoraciones y ornamentaciones de Racim Mohammed, Piazza, 1926-1932, 12 volúmenes.
- L’Apocalypse qui est la révélation
- Le Livre des Morts de l’Ancienne Égypte
- Le Cantique des Cantiques
- Le Livre des Rois
- Sucre d’amour (1926), ilustraciones de François-Louis Schmied
- La Reine de Saba (1918)
- La Reine de Saba et divers autres contes (1921)
- Le Koran, (El Corán) por pedido del gobierno francés en 1925
- Le Paradis musulman (1930), ilustraciones de François-Louis Schmied
- Toute-Puissance de l'Adepte (Le Livre de la Vérité de Parole) 1932